# Sasa pygmaea
Sasa pygmaea là một loài thực vật có hoa trong họ Hòa thảo. Loài này được E.G. Camus miêu tả khoa học đầu tiên năm 1913.